# Groot-Brittannië op de Olympische Zomerspelen 1988
Groot-Brittannië nam deel aan de Olympische Zomerspelen 1988 in Seoel, Zuid-Korea. Met vijf gouden, 10 zilveren en 9 bronzen medailles werd er minder goed gescoord dan de vorige editie.

## Medailleoverzicht
| Sport            | Olympiër | Discipline                 | Medaille |
| ---------------- | --- | -------------------------- | -------- |
| Hockey           | Paul Barber Stephen Batchelor Kulbir Bhaura Robert Clift Richard Dodds David Faulkner Russell Garcia Martyn Grimley Sean Kerly Jimmy Kirkwood Richard Leman Stephen Martin Veryan Pappin Jon Potter Imran Sherwani Ian Taylor | mannen                     | Goud     |
| Roeien           | Steve Redgrave Andy Holmes | twee-zonder (m)            | Goud     |
| Schietsport      | Malcolm Cooper | 50m geweer 3 houdingen (m) | Goud     |
| Zeilen           | Mike McIntyre Bryn Vaile | star klasse                | Goud     |
| Zwemmen          | Adrian Moorhouse | 100m schoolslag (m)        | Goud     |
| Atletiek         | Linford Christie | 100m (m)                   | Zilver   |
| Atletiek         | Peter Elliott | 1500m (m)                  | Zilver   |
| Atletiek         | Colin Jackson | 110m horden (m)            | Zilver   |
| Atletiek         | John Regis Elliot Bunney Linford Christie Mike McFarlane | 4x100m (m)                 | Zilver   |
| Atletiek         | Liz McColgan | 10000m (v)                 | Zilver   |
| Atletiek         | Fatima Whitbread | speerwerpen (v)            | Zilver   |
| Paardensport     | Ian Stark | eventing individueel       | Zilver   |
| Paardensport     | Captain Mark Phillips Karen Stracker Virginia Holgate-Leng Ian Stark | eventing team              | Zilver   |
| Schietsport      | Alister Allan | 50m geweer 3 houdingen (m) | Zilver   |
| Zwemmen          | Nick Gillingham | 200m schoolslag (m)        | Zilver   |
| Atletiek         | Mark Rowland | 3000m steeplechase (m)     | Brons    |
| Atletiek         | Yvonne Murray | 3000m (v)                  | Brons    |
| Boksen           | Richard Woodhall | -71kg (m)                  | Brons    |
| Boogschieten     | Leroy Watson Steven Hallard Richard Priestman | team (m)                   | Brons    |
| Judo             | Dennis Stewart | -95kg (m)                  | Brons    |
| Moderne vijfkamp | Richard Phelps Dominic Mahony Graham Brookhouse | team (m)                   | Brons    |
| Roeien           | Steve Redgrave Andy Holmes Patrick Sweeney | twee-met (m)               | Brons    |
| Zwemmen          | Andrew Jameson | 100m vlinderslag (m)       | Brons    |

## Deelnemers en resultaten

### Atletiek
| Olympiër                                                   | Discipline               | Resultaat | Prestatie |
| ---------------------------------------------------------- | ------------------------ | --------- | --- |
| Linford Christie                                           | 100m (m)                 | Zilver    | serie 5: 1ste in 10,19 kwartfinale 1: 1ste in 10,11 halve finale 2: 2de in 10,11 finale: 2de in 9,97 (NR)    |
| John Regis                                                 | 100m (m)                 | 66e       | serie 5: 4de in 10,76                                                                                        |
| Barrington Williams                                        | 100m (m)                 | 37e       | serie 12: 3de in 10,51 kwartfinale 3: 7de in 10,55                                                           |
| Linford Christie                                           | 200m (m)                 | 4e        | serie 7: 1ste in 21,05 kwartfinale 3: 1ste in 20,49 halve finale 2: 2de in 20,33 finale: 4de in 20,09 (NR)   |
| John Regis                                                 | 200m (m)                 | 13e       | serie 4: 1ste in 20,90 kwartfinale 1: 2de in 20,61 halve finale 1: 7de in 20,69                              |
| Michael Rosswess                                           | 200m (m)                 | 7e        | serie 1: 2de in 20,95 kwartfinale 5: 3de in 20,74 halve finale 2: 4de in 20,51 finale: 7de in 20,51          |
| Todd Bennett                                               | 400m (m)                 | 24e       | serie 1: 1ste in 46,37 kwartfinale 2: 6de in 45,96                                                           |
| Brian Whittle                                              | 400m (m)                 | 15e       | serie 2: 1ste in 46,07 kwartfinale 1: 3de in 45,22 halve finale 2: 8ste in 46,07                             |
| Steve Cram                                                 | 800m (m)                 | 18e       | serie 2: 2de in 1.47,77 kwartfinale 3: 6de in 1.46,47                                                        |
| Peter Elliott                                              | 800m (m)                 | 4e        | serie 7: 1ste in 1.46,83 kwartfinale 4: 2de in 1.46,61 halve finale 1: 4de in 1.44,94 finale: 4de in 1.44,12 |
| Tom McKean                                                 | 800m (m)                 | DSQ       | serie 9: 2de in 1.47,24 kwartfinale 2: gediskwalificeerd                                                     |
| Steve Crabb                                                | 1500m (m)                | 15e       | serie 4: 3de in 3.41,12 halve finale 2: 9de in 3.39,55                                                       |
| Steve Cram                                                 | 1500m (m)                | 4e        | serie 1: 1ste in 3.40,89 halve finale 1: 2de in 3.38,30 finale: 4de in 3.36,24                               |
| Peter Elliott                                              | 1500m (m)                | Zilver    | serie 3: 3de in 3.38,60 halve finale 1: 3de in 3.38,56 finale: 2de in 3.36,15                                |
| Jack Buckner                                               | 5000m (m)                | 6e        | serie 3: 10de in 13.43,69 halve finale 1: 7de in 13.23,17 finale: 6de in 13.23,85                            |
| Eamonn Martin                                              | 5000m (m)                | 17e       | serie 2: 1ste in 13.58,00 halve finale 1: 9de in 13.26,26                                                    |
| Gary Staines                                               | 5000m (m)                | 13e       | serie 1: 1ste in 13.47,81 halve finale 2: 4de in 13.24,51 finale: 12de in 13.55,00                           |
| Steve Binns                                                | 10000m (m)               | 24e       | serie 1: 13de in 28.52,88                                                                                    |
| Eamonn Martin                                              | 10000m (m)               | DNF       | serie 2: 5de in 28.25,46 finale: niet gefinisht                                                              |
| Mike McLeod                                                | 10000m (m)               | DNF       | serie 1: niet gefinisht                                                                                      |
| Colin Jackson                                              | 110m horden (m)          | Zilver    | serie 1: 1ste in 13,50 kwartfinale 4: 1ste in 13,37 halve finale 1: 3de in 13,55 finale: 2de in 13,28        |
| Tony Jarrett                                               | 110m horden (m)          | 6e        | serie 3: 2de in 13,45 kwartfinale 3: 1ste in 13,59 halve finale 2: 4de in 13,56 finale: 6de in 13,54         |
| Jonathan Ridgeon                                           | 110m horden (m)          | 5e        | serie 6: 2de in 13,75 kwartfinale 2: 3de in 13,74 halve finale 1: 4de in 13,68 finale: 5de in 13,52          |
| Kriss Akabusi                                              | 400m horden (m)          | 6e        | serie 4: 2de in 49,62 halve finale 1: 4de in 49,22 finale: 6de in 48,69                                      |
| Philip Harries                                             | 400m horden (m)          | 25e       | serie 1: 5de in 50,81                                                                                        |
| Max Robertson                                              | 400m horden (m)          | 24e       | serie 5: 5de in 50,67                                                                                        |
| Roger Hackney                                              | 3000m steeplechase (m)   | DNF       | serie 3: 8ste in 8.39,30 halve finale 1: niet gefinisht                                                      |
| Mark Rowland                                               | 3000m steeplechase (m)   | Brons     | serie 1: 2de in 8.31,40 halve finale 2: 3de in 8.18,31 finale: 3de in 8.07,96                                |
| Eddie Wedderburn                                           | 3000m steeplechase (m)   | 19e       | serie 2: 5de in 8.38,90 halve finale 1: 10de in 8.28,62                                                      |
| John Regis Elliot Bunney Linford Christie Mike McFarlane   | 4x100m (m)               | Zilver    | serie 4: 2de in 39,17 halve finale 1: 2de in 38,52 finale: 2de in 38,28                                      |
| Brian Whittle Kriss Akabusi Todd Bennett Philip Brown      | 4x400m (m)               | 5e        | serie 1: 2de in 3.04,18 halve finale 1: 3de in 3.04,60 finale: 5de in 3.02,00                                |
| Kevin Forster                                              | marathon (m)             | 33e       | 2:20.45 |
| Dave Long                                                  | marathon (m)             | 21e       | 2:16.18 |
| Charlie Spedding                                           | marathon (m)             | 6e        | 2:12.19 |
| Chris Maddocks                                             | 20km snelwandelen (m)    | 24e       | 1:23.46 |
| Ian McCombie                                               | 20km snelwandelen (m)    | 13e       | 1:22.03 |
| Paul Blagg                                                 | 50km snelwandelen (m)    | 28e       | 4:00.07 |
| Les Morton                                                 | 50km snelwandelen (m)    | 27e       | 3:59.30 |
| Stewart Faulkner                                           | verspringen (m)          | 13e       | kwalificatie groep A: 6de met 7,74m                                                                          |
| Mark Forsythe                                              | verspringen (m)          | 12e       | kwalificatie groep B: 7de met 7,77m finale: 12de met 7,54m                                                   |
| John King                                                  | verspringen (m)          | 23e       | kwalificatie groep A: 12de met 7,57m                                                                         |
| Jonathan Edwards                                           | hink-stap-springen (m)   | 23e       | kwalificatie groep A: 9de met 15,88m                                                                         |
| John Herbert                                               | hink-stap-springen (m)   | 16e       | kwalificatie groep B: 9de met 16,18m                                                                         |
| Vernon Samuels                                             | hink-stap-springen (m)   | 13e       | kwalificatie groep A: 7de met 16,28m                                                                         |
| Dalton Grant                                               | hoogspringen (m)         | 7e        | kwalificatie groep A: 5de met 2,28m finale: 7de met 2,31m                                                    |
| Floyd Manderson                                            | hoogspringen (m)         | 24e       | kwalificatie groep A: 12de met 2,19m                                                                         |
| Geoff Parsons                                              | hoogspringen (m)         | 16e       | kwalificatie groep A: 3de met 2,28m finale: 16de met 2,15m                                                   |
| Andy Ashurst                                               | polsstokhoogspringen (m) | DNF       | kwalificatie groep B: geen geldige poging                                                                    |
| Paul Edwards                                               | kogelstoten (m)          | 19e       | kwalificatie groep A: 10de met 17,28m                                                                        |
| Paul Mardle                                                | discuswerpen (m)         | 20e       | kwalificatie groep B: 10de met 58,28m                                                                        |
| Roald Bradstock                                            | speerwerpen (m)          | 25e       | kwalificatie groep A: 12de met 75,96m                                                                        |
| Mick Hill                                                  | speerwerpen (m)          | 20e       | kwalificatie groep B: 10de met 77,20m                                                                        |
| David Ottley                                               | speerwerpen (m)          | 11e       | kwalificatie groep B: 2de met 80,98m finale: 11de met 76,96m                                                 |
| Michael Jones                                              | kogelslingeren (m)       | 22e       | kwalificatie groep B: 13de met 70,38m                                                                        |
| Matthew Mileham                                            | kogelslingeren (m)       | 28e       | kwalificatie groep A: 12de met 62,42m                                                                        |
| Dave Smith                                                 | kogelslingeren (m)       | 23e       | kwalificatie groep A: 10de met 69,12m                                                                        |
| Alex Kruger                                                | tienkamp (m)             | 24e       | 7623 punten                                                                                                  |
| Greg Richards                                              | tienkamp (m)             | 30e       | 7237 punten                                                                                                  |
| Daley Thompson                                             | tienkamp (m)             | 4e        | 8306 punten                                                                                                  |
|                                                            |                          |           | |
| Paula Dunn                                                 | 100m (v)                 | 22e       | serie 1: 3de in 11,39 kwartfinale 4: 5de in 11,37                                                            |
| Simmone Jacobs                                             | 100m (v)                 | 19e       | serie 6: 3de in 11,56 kwartfinale 3: 5de in 11,31                                                            |
| Helen Miles                                                | 100m (v)                 | 45e       | serie 9: 6de in 11,88                                                                                        |
| Paula Dunn                                                 | 200m (v)                 | 14e       | serie 8: 1ste in 23,32 kwartfinale 3: 4de in 23,04 halve finale 2: 6de in 23,14                              |
| Simmone Jacobs                                             | 200m (v)                 | 23e       | serie 7: 4de in 23,47 kwartfinale 4: 5de in 23,38                                                            |
| Louise Stuart                                              | 200m (v)                 | 26e       | serie 4: 4de in 23,61 kwartfinale 2: 8ste in 23,59                                                           |
| Pat Beckford                                               | 400m (v)                 | 33e       | serie 1: 5de in 54,39                                                                                        |
| Loreen Hall                                                | 400m (v)                 | 25e       | serie 3: 4de in 53,13 kwartfinale 1: 7de in 53,42                                                            |
| Linda Keough                                               | 400m (v)                 | 18e       | serie 6: 2de in 52,26 kwartfinale 3: 5de in 51,91                                                            |
| Shireen Bailey                                             | 800m (v)                 | 10e       | serie 1: 3de in 2.02,36 halve finale 1: 6de in 1.59,94                                                       |
| Diane Edwards                                              | 800m (v)                 | 8e        | serie 4: 2de in 2.01,79 halve finale 2: 4de in 1.59,66 finale: 8ste in 2.00,77                               |
| Kirsty Wade                                                | 800m (v)                 | 12e       | serie 3: 5de in 2.02,75 halve finale 1: 5de in 2.00,86                                                       |
| Shireen Bailey                                             | 1500m (v)                | 7e        | serie 2: 5de in 4.04,65 finale: 7de in 4.02,32                                                               |
| Christina Cahill                                           | 1500m (v)                | 4e        | serie 2: 6de in 4.05,33 finale: 4de in 4.00,64                                                               |
| Kirsty Wade                                                | 1500m (v)                | 15e       | serie 1: 6de in 4.08,37                                                                                      |
| Jill Hunter                                                | 3000m (v)                | 20e       | serie 1: 8ste in 8.57,28 finale: 7de in 4.02,32                                                              |
| Yvonne Murray                                              | 3000m (v)                | 4e        | serie 2: 2de in 8.43,73                                                                                      |
| Wendy Sly                                                  | 3000m (v)                | 15e       | serie 1: 6de in 8.49,71                                                                                      |
| Liz McColgan                                               | 10000m (v)               | Zilver    | serie 2: 1ste in 32.11,95 finale: 2de in 31.08,44                                                            |
| Jane Shields                                               | 10000m (v)               | 26e       | serie 2: 11de in 32.46,07                                                                                    |
| Angela Tooby                                               | 10000m (v)               | 29e       | serie 1: 16de in 33.26,57                                                                                    |
| Sally Gunnell                                              | 100m horden (v)          | 11e       | serie 3: 3de in 13,04 halve finale 2: 6de in 13,13                                                           |
| Wendy Jeal                                                 | 100m horden (v)          | 17e       | serie 2: 5de in 13,32                                                                                        |
| Lesley-Ann Skeete                                          | 100m horden (v)          | 12e       | serie 1: 7de in 13,27 halve finale 1: 6de in 13,23                                                           |
| Sally Gunnell                                              | 400m horden (v)          | 5e        | serie 4: 3de in 55,44 halve finale 1: 4de in 54,48 finale: 5de in 54,03                                      |
| Simone Laidlow                                             | 400m horden (v)          | 17e       | serie 5: 7de in 59,28                                                                                        |
| Elaine McLaughlin                                          | 400m horden (v)          | 12e       | serie 1: 3de in 56,11 halve finale 2: 6de in 55,91                                                           |
| Sallyanne Short Bev Kinch Simmone Jacobs Paula Dunn        | 4x100m (v)               | 10e       | serie 3: 2de in 43,91 halve finale 1: 6de in 43,50                                                           |
| Linda Keough Jennifer Stoute Angela Piggford Sally Gunnell | 4x400m (v)               | 6e        | serie 1: 4de in 3.28,52 finale: 6de in 3.26,89                                                               |
| Susan Crehan                                               | marathon (v)             | 32e       | 2:36.57 |
| Angie Pain                                                 | marathon (v)             | 10e       | 2:30.51 |
| Susan Tooby                                                | marathon (v)             | 12e       | 2:31.33 |
| Mary Berkeley                                              | verspringen (v)          | 29e       | kwalificatie groep B: 14de met 5,04m                                                                         |
| Kim Hagger                                                 | verspringen (v)          | 17e       | kwalificatie groep A: 9de met 6,34m                                                                          |
| Fiona May                                                  | verspringen (v)          | 6e        | kwalificatie groep B: 4de met 6,66m finale: 6de met 6,62m                                                    |
| Janet Boyle                                                | hoogspringen (v)         | 12e       | kwalificatie groep A: 2de met 1,92m finale: 12de met 1,90m                                                   |
| Diana Davies                                               | hoogspringen (v)         | 8e        | kwalificatie groep B: 5de met 1,92m finale: 8ste met 1,90m                                                   |
| Jo Jennings                                                | hoogspringen (v)         | 16e       | kwalificatie groep B: 8ste met 1,90m                                                                         |
| Myrtle Augee                                               | kogelstoten (v)          | 17e       | kwalificatie groep B: 8ste met 17,31m                                                                        |
| Yvonne Hanson-Nortey                                       | kogelstoten (v)          | 8e        | kwalificatie groep A: 11de met 15,13m                                                                        |
| Judy Oakes                                                 | kogelstoten (v)          | 16e       | kwalificatie groep B: 7de met 17,31m                                                                         |
| Jacqueline McKernan                                        | discuswerpen (v)         | 18e       | kwalificatie groep A: 9de met 50,92m                                                                         |
| Sharon Gibson                                              | speerwerpen (v)          | 25e       | kwalificatie groep B: 12de met 56,00m                                                                        |
| Tessa Sanderson                                            | speerwerpen (v)          | 21e       | kwalificatie groep A: 11de met 56,70m                                                                        |
| Fatima Whitbread                                           | speerwerpen (v)          | Zilver    | kwalificatie groep B: 1ste met 68,44m finale: 2de met 70,32m                                                 |
| Kim Hagger                                                 | zevenkamp (v)            | 17e       | 5975 punten                                                                                                  |
| Joanne Mulliner                                            | zevenkamp (v)            | 19e       | 5746 punten                                                                                                  |
| Judy Simpson                                               | zevenkamp (v)            | DNF       | niet gefinisht                                                                                               |

### Boksen
| Olympiër         | Discipline  | Resultaat | Prestatie |
| ---------------- | ----------- | --------- | --- |
| Mark Epton       | -48kg (m)   | 17e       | 1ste ronde: W van NEP Bhatta: 5-0 2de ronde: V van BUL Marinov: 0-5                                                                                             |
| John Lyon        | -51kg (m)   | 33e       | 1ste ronde: V van TUR Gul: 1-4 |
| Mike Deveney     | -54kg (m)   | 17e       | 1ste ronde: vrij 2de ronde: V van MOZ Machaze: 0-5 |
| David Anderson   | -57kg (m)   | 9e        | 1ste ronde: W van ARG Damigella: 4-1 2de ronde: W van IRL Fitzgerald: 5-0 3de ronde: V van NED Tuur: scheidsrechterlijke beslissing                             |
| Charles Kane     | -60kg (m)   | 5e        | 1ste ronde: vrij 2de ronde: W van INA Taroreh: 5-0 3de ronde: W van THA Hongram: 4-1 kwartfinale: V van SWE Cramne: 1-4                                         |
| Mark Elliott     | -63,5kg (m) | 17e       | 1ste ronde: W van ESP Ruiz: 5-0 2de ronde: V van FRA Proto: scheidsrechterlijke beslissing                                                                      |
| Richard Woodhall | -71kg (m)   | Brons     | 1ste ronde: vrij 2de ronde: W van SLE Williams: 5-0 3de ronde: W van ANG Silveira: 5-0 kwartfinale: W van PUR Rivera: 5-0 halve finale: V van USA Jones Jr: 0-5 |
| Henry Akinwande  | -91kg (m)   | 9e        | 1ste ronde: vrij 2de ronde: V van NED Vanderlyde: 2-3 |

### Boogschieten
| Olympiër                                      | Discipline      | Resultaat | Prestatie |
| --------------------------------------------- | --------------- | --------- | --- |
| Steven Hallard                                | individueel (m) | 21e       | open ronde: 7de met 1283 punten 2de ronde: 21ste met 303 punten                                                                                            |
| Richard Priestman                             | individueel (m) | 57e       | open ronde: 57ste met 1202 punten |
| Leroy Watson                                  | individueel (m) | 18e       | open ronde: 24ste met 1248 punten 2de ronde: 11de met 314 punten kwartfinale: 18de met 304 punten                                                          |
| Steven Hallard Richard Priestman Leroy Watson | team (m)        | Brons     | open ronde: 8ste met 3733 punten halve finale: 4de met 965 punten finale: 3de met 968 punten                                                               |
|                                               |                 |           | |
| Pauline Edwards                               | individueel (m) | 17e       | open ronde: 23ste met 1232 punten 2de ronde: 12de met 311 punten kwartfinale: 17de met 301 punten                                                          |
| Joanne Franks                                 | individueel (m) | 7e        | open ronde: 5de met 1281 punten 2de ronde: 18de met 301 punten kwartfinale: 3de met 327 punten halve finale: 4de met 330 punten finale: 7de met 318 punten |
| Cheryl Sutton                                 | individueel (m) | 51e       | open ronde: 51ste met 1179 punten |
| Pauline Edwards Joanne Franks Cheryl Sutton   | team (v)        | 5e        | open ronde: 7de met 3692 punten halve finale: 5de met 960 punten finale: 5de met 933 punten                                                                |

### Gewichtheffen
| Olympiër      | Discipline  | Resultaat | Prestatie                                                        |
| ------------- | ----------- | --------- | ---------------------------------------------------------------- |
| Ricki Chaplin | -75kg (m)   | 11e       | trekken: 13de met 140kg stoten: 6de met 180kg totaal: 320kg      |
| Dean Willey   | -75kg (m)   | 7e        | trekken: 5de met 152,5kg stoten: 6de met 180kg totaal: 332,5kg   |
| Dave Morgan   | -82,5kg (m) | 4e        | trekken: 3de met 165kg stoten: 2de met 200kg totaal: 365kg       |
| Keith Boxell  | -90kg (m)   | 8e        | trekken: 7de met 157,5kg stoten: 7de met 192,5kg totaal: 350kg   |
| David Mercer  | -90kg (m)   | 6e        | trekken: 7de met 157,5kg stoten: 4de met 200kg totaal: 357,5kg   |
| Peter May     | -100kg (m)  | 13e       | trekken: 13de met 157,5kg stoten: 13de met 192,5kg totaal: 350kg |
| Andrew Saxton | -100kg (m)  | 12e       | trekken: 14de met 152,5kg stoten: 11de met 200kg totaal: 352,5kg |
| Andrew Davies | -110kg (m)  | DNF       | trekken: geen geldige poging                                     |
| Mark Thomas   | -110kg (m)  | 12e       | trekken: 15de met 155kg stoten: 9de met 205kg totaal: 360kg      |
| Matthew Vine  | +110kg (m)  | 9e        | trekken: 10de met 157,5kg stoten: 9de met 195kg totaal: 352,5kg  |

### Gymnastiek
| Olympiër       | Discipline               | Resultaat | Prestatie                             |
| Ritmisch       | Ritmisch                 | Ritmisch  | Ritmisch                              |
| -------------- | ------------------------ | --------- | ------------------------------------- |
| Lisa Black     | individueel (v)          | 38e       | kwalificatie: 38ste met 36,40 punten  |
| Turnen         |                          |           |                                       |
| Terry Bartlett | individuele meerkamp (m) | 75e       | kwalificatie: 75ste met 112,95 punten |
| Andrew Morris  | individuele meerkamp (m) | 81e       | kwalificatie: 81ste met 112,05 punten |
|                |                          |           |                                       |
| Karen Hargate  | individuele meerkamp (v) | 81e       | kwalificatie: 81ste met 74,400 punten |
| Karen Kennedy  | individuele meerkamp (v) | 89e       | kwalificatie: 89ste met 36,775 punten |

### Hockey

#### Mannen
| Olympiër | Discipline | Resultaat | Prestatie |
| --- | ---------- | --------- | --- |
| Paul Barber Stephen Batchelor Kulbir Bhaura Robert Clift Richard Dodds David Faulkner Russell Garcia Martyn Grimley Sean Kerly Jimmy Kirkwood Richard Leman Stephen Martin Veryan Pappin Jon Potter Imran Sherwani Ian Taylor | mannen     | Goud      | groep B: 2de G van Zuid-Korea: 2-2 W van Canada: 3-0 V van Bondsrepubliek Duitsland: 1-2 W van Sovjet-Unie: 3-1 W van India: 3-0 halve finale: W van Australië: 3-2 finale: W van Bondsrepubliek Duitsland: 3-1 |

| Groep B |                          |             |             |             |             |            |            |            |        |
| #       | Land                     | Wedstrijden | Wedstrijden | Wedstrijden | Wedstrijden | Doelpunten | Doelpunten | Doelpunten | Punten |
| #       | Land                     | G           | W           | G           | V           | V          | T          | Saldo      | Punten |
| 1       | Bondsrepubliek Duitsland | 5           | 4           | 1           | 0           | 13         | 3          | +10        | 9      |
| 2       | Groot-Brittannië         | 5           | 3           | 1           | 1           | 12         | 5          | +7         | 7      |
| 3       | India                    | 5           | 2           | 1           | 2           | 9          | 7          | +2         | 5      |
| 4       | Sovjet-Unie              | 5           | 2           | 1           | 2           | 5          | 10         | -5         | '5     |
| 5       | Zuid-Korea               | 5           | 0           | 2           | 3           | 5          | 10         | -5         | 2      |
| 6       | Canada                   | 5           | 0           | 2           | 3           | 3          | 12         | -9         | 2      |

| Ronde        | Datum | Plaats                   | Land | Score                    | Land |
| ------------ | ----- | ------------------------ | ---- | ------------------------ | ---- |
| Groepsfase   |       |                          |      |                          |      |
| 18 september | Seoel | Groot-Brittannië         | 2-2  | Zuid-Korea               |      |
| 20 september | Seoel | Groot-Brittannië         | 3-0  | Canada                   |      |
| 22 september | Seoel | Groot-Brittannië         | 1-2  | Bondsrepubliek Duitsland |      |
| 24 september | Seoel | Groot-Brittannië         | 3-1  | Sovjet-Unie              |      |
| 26 september | Seoel | Groot-Brittannië         | 3-0  | India                    |      |
| Halve finale |       |                          |      |                          |      |
| 28 september | Seoel | Australië                | 2-3  | Groot-Brittannië         |      |
| Finale       |       |                          |      |                          |      |
| 1 oktober    | Seoel | Bondsrepubliek Duitsland | 1-3  | Groot-Brittannië         |      |

#### Vrouwen
| Olympiër | Discipline | Resultaat | Prestatie |
| --- | ---------- | --------- | --- |
| Jill Atkins Wendy Banks Gill Brown Karen Brown Mary Nevill Julie Cook Vickey Dixon Wendy Fraser Barbara Hambly Caroline Jordan Violet McBride Moira McLeod Caroline Brewer Jane Sixsmith Kate Parker Alison Ramsay | vrouwen    | 4e        | groep A: 2de W van Australië: 1-0 V van Nederland: 1-5 G van Australië: 2-2 halve finale: V van Zuid-Korea: 0-1 bronzen finale: W van Nederland: 1-3 |

| Groep A |                  |             |             |             |             |            |            |            |        |
| #       | Land             | Wedstrijden | Wedstrijden | Wedstrijden | Wedstrijden | Doelpunten | Doelpunten | Doelpunten | Punten |
| #       | Land             | G           | W           | G           | V           | V          | T          | Saldo      | Punten |
| 1       | Nederland        | 3           | 3           | 0           | 0           | 9          | 2          | +7         | 6      |
| 2       | Groot-Brittannië | 3           | 1           | 1           | 1           | 4          | 7          | -3         | 3      |
| 3       | Argentinië       | 3           | 1           | 0           | 2           | 2          | 3          | -1         | 2      |
| 4       | Verenigde Staten | 3           | 0           | 1           | 2           | 4          | 7          | -3         | 1      |

| Ronde          | Datum | Plaats           | Land | Score            | Land |
| -------------- | ----- | ---------------- | ---- | ---------------- | ---- |
| Groepsfase     |       |                  |      |                  |      |
| 21 september   | Seoel | Argentinië       | 0-1  | Groot-Brittannië |      |
| 23 september   | Seoel | Nederland        | 5-1  | Groot-Brittannië |      |
| 25 september   | Seoel | Verenigde Staten | 2-2  | Groot-Brittannië |      |
| Halve finale   |       |                  |      |                  |      |
| 27 september   | Seoel | Verenigde Staten | 1-0  | Groot-Brittannië |      |
| Bronzen finale |       |                  |      |                  |      |
| 30 september   | Seoel | Nederland        | 3-1  | Groot-Brittannië |      |

### Judo
| Olympiër       | Discipline | Resultaat | Prestatie         |
| -------------- | ---------- | --------- | ----------------- |
| Neil Eckersley | -60kg (m)  | 14e       |                   |
| Mark Adshead   | -65kg (m)  | 34e       |                   |
| Kerrith Brown  | -71kg (m)  | DSQ       | gediskwalificeerd |
| Neil Adams     | -78kg (m)  | 14e       |                   |
| Densign White  | -86kg (m)  | 5e        |                   |
| Dennis Stewart | -95kg (m)  | Brons     |                   |
| Elvis Gordon   | +95kg (m)  | 13e       |                   |

### Kanovaren
| Olympiër                                                 | Discipline    | Resultaat | Prestatie                                                                            |
| -------------------------------------------------------- | ------------- | --------- | ------------------------------------------------------------------------------------ |
| Eric Jamieson                                            | C-1 500m (m)  | 9e        | serie 3: 3de in 1.55,66 halve finale 1: 2de in 1.54,30 finale: 9de in 2.02,27        |
| Eric Jamieson                                            | C-1 1000m (m) | 9e        | serie 1: 2de in 4.06,88 halve finale 3: 3de in 4.13,44 finale: 9de in 4.39,60        |
| Andrew Train Stephen Train                               | C-2 500m (m)  | 12e       | serie 2: 5de in 1.46,95 herkansingen: 1ste in 1.52,63 halve finale 1: 4de in 1.50,31 |
| Andrew Train Stephen Train                               | C-2 1000m (m) | 13e       | serie 1: 3de in 1.55,90 halve finale 2: 5de in 3.59,22                               |
| Jeremy West                                              | K-1 500m (m)  | 12e       | serie 1: 7de in 1.58,29 herkansingen: 3de in 2.01,16 halve finale 1: 5de in 1.46,65  |
| Ivan Lawler                                              | K-1 1000m (m) | 16e       | serie 2: 5de in 3.54,85 herkansingen: 5de in 3.59,69                                 |
| Ivan Lawler Grayson Bourne                               | K-2 500m (m)  | 13e       | serie 3: 6de in 1.40,06 herkansingen: 3de in 1.39,72 halve finale 1: 6de in 1.37,75  |
| Andrew Sheriff Kevin Smith                               | K-2 1000m (m) | 13e       | serie 3: 5de in 3.33,16 herkansingen: 2de in 3.31,78 halve finale 2: 6de in 3.31,65  |
| Reuben Burgess Robin Ayres Jan Raciborski Adrian Collier | K-4 1000m (m) | 16e       | serie 2: 4de in 3.16,71 herkansingen: 4de in 3.17,54                                 |
|                                                          |               |           |                                                                                      |
| Susie Perrett                                            | K-1 500m (v)  | 12e       | serie 1: 4de in 2.01,97 halve finale 2: 5de in 2.04,95                               |
| Janine Lawler Elizabeth Sharman                          | K-1 500m (v)  | 12e       | serie 1: 7de in 1.58,90 herkansingen: 3de in 1.57,82 halve finale 3: 4de in 1.58,70  |
| Angela Dawson Janine Lawler Susie Perret Andrea Dallaway | K-4 500m (v)  | 11e       | serie 2: 6de in 1.46,68 halve finale: 5de in 1.46,18                                 |

### Moderne vijfkamp
| Olympiër                                        | Discipline | Resultaat | Prestatie    |
| ----------------------------------------------- | ---------- | --------- | ------------ |
| Graham Brookhouse                               | mannen     | 21e       | 5000 punten  |
| Dominic Mahony                                  | mannen     | 16e       | 5047 punten  |
| Richard Phelps                                  | mannen     | 6e        | 5229 punten  |
| Graham Brookhouse Dominic Mahony Richard Phelps | mannen     | Brons     | 15276 punten |

### Paardensport
| Olympiër                                                           | Discipline  | Resultaat | Prestatie                                                                                   |
| Dressuur                                                           | Dressuur    | Dressuur  | Dressuur                                                                                    |
| ------------------------------------------------------------------ | ----------- | --------- | ------------------------------------------------------------------------------------------- |
| Tricia Gardiner                                                    | individueel | 23e       | kwalificatie: 23ste met 1274 punten                                                         |
| Barbara Hammond                                                    | individueel | 45e       | kwalificatie: 45ste met 1174 punten                                                         |
| Jennie Loriston-Clarke                                             | individueel | 14e       | kwalificatie: 19de met 1293 punten finale: 14de met 1304 punten                             |
| Diana Mason                                                        | individueel | 37e       | kwalificatie: 37ste met 1230 punten                                                         |
| Tricia Gardiner Barbara Hammond Jennie Loriston-Clarke Diana Mason | team        | 10e       | 3797 punten                                                                                 |
| Eventing                                                           |             |           |                                                                                             |
| Virginia Holgate-Leng                                              | individueel | Brons     | 62,00 strafpunten                                                                           |
| Mark Phillips                                                      | individueel | DNF       | niet gefinisht                                                                              |
| Ian Stark                                                          | individueel | Zilver    | 52,80 strafpunten                                                                           |
| Karen Straker-Dixon                                                | individueel | 19e       | 142,00 strafpunten                                                                          |
| Virginia Holgate-Leng Mark Phillips Ian Stark Karen Straker-Dixon  | team        | Zilver    | 256,80 strafpunten                                                                          |
| Springconcours                                                     |             |           |                                                                                             |
| David Broome                                                       | individueel | 4e        | kwalificatie: 28ste met 89,00 punten finale: 4de met 8 strafpunten                          |
| Malcolm Pyrah                                                      | individueel | 35e       | kwalificatie: 35ste met 78 punten                                                           |
| Nick Skelton                                                       | individueel | 7e        | kwalificatie: 24ste met 97,50 punten finale: 7de met 12 strafpunten                         |
| Joe Teri                                                           | individueel | 14e       | kwalificatie: 23ste met 98 punten finale: 14de met 12,25 strafpunten                        |
| David Broome Malcolm Pyrah Nick Skelton Joe Teri                   | team        | 6e        | 1ste ronde: 3de met 16 strafpunten 2de ronde: 6de met 24 strafpunten totaal: 40 strafpunten |

### Roeien
| Olympiër | Discipline      | Resultaat | Prestatie                                                                                         |
| --- | --------------- | --------- | ------------------------------------------------------------------------------------------------- |
| Andy Holmes Steve Redgrave | twee-zonder (m) | Goud      | serie 3: 1ste in 6.42,43 halve finale 2: 1ste in 6.45,03 finale: 1ste in 6.36,84                  |
| Andy Holmes Steve Redgrave Patrick Sweeney                                                                                               | twee-met (m)    | Brons     | serie 3: 2de in 7.04,04 halve finale 2: 2de in 7.01,51 finale: 3de in 7.01,95                     |
| Mark Buckingham Stephen Peel Simon Berrisford Peter Mulkerrins                                                                           | vier-zonder (m) | 4e        | serie 3: 1ste in 6.06,52 halve finale 1: 3de in 6.03,85 finale: 4de in 6.06,74                    |
| Adam Clift John Maxey John Garrett Martin Cross Vaughan Thomas                                                                           | vier-met (m)    | 4e        | serie 1: 5de in 6.20,89 herkansingen: 1ste halve finale 2: 1ste in 6.15,22 finale: 4de in 6.18,08 |
| Richard Stanhope Anton Obholzer Peter Beaumont Gavin Stewart Terence Dillon Salih Hassan Stephen Turner Nicholas Burfitt Simon Jefferies | acht (m)        | 4e        | serie 1: 3de in 5.38,18 herkansingen: 1ste in 5.35,15 finale: 4de in 5.51,59                      |
| |                 |           |                                                                                                   |
| Sally Andreae Alison Gill | dubbel-twee (v) | 9e        | serie 2: 4de in 8.01,34 herkansingen: 4de in 7.59,75 finale B: 3de in 8.15,70                     |
| Alison Bonner Kim Thomas | twee-zonder (v) | 8e        | serie 2: 4de in 8.14,52 herkansingen: 3de in 8.13,13 finale B: 2de in 8.15,20                     |
| Fiona Johnston Kate Grose Joanne Gough Susan Smith Alison Norrish                                                                        | vier-met (v)    | 6e        | serie 1: 5de in 7.38,01 herkansingen: 2de in 7.25,63 finale: 6de in 7.10,80                       |

### Schermen
| Olympiër                                                               | Discipline      | Resultaat | Prestatie |
| ---------------------------------------------------------------------- | --------------- | --------- | --- |
| Hugh Kernohan                                                          | degen (m)       | 49e       | 1ste ronde groep 13: 4de met 2 overwinningen kwartfinale 3: 5de met 1 overwinning                                           |
| John Llewellyn                                                         | degen (m)       | 40e       | 1ste ronde groep 10: 2de met 2 overwinningen kwartfinale 10: 2de met 3 overwinningen halve finale 2: 5de met 1 overwinning  |
| Bill Gosbee                                                            | floret (m)      | 26e       | 1ste ronde groep 7: 2de met 4 overwinningen kwartfinale 7: 3de met 3 overwinningen halve finale 7: 1ste met 4 overwinningen |
| Pierre Harper                                                          | floret (m)      | 23e       | 1ste ronde groep 3: 3de met 2 overwinningen kwartfinale 6: 5de met 1 overwinning halve finale 8: 3de met 3 overwinningen    |
| Donnie McKenzie                                                        | floret (m)      | 30e       | 1ste ronde groep 9: 2de met 4 overwinningen kwartfinale 5: 3de met 2 overwinningen halve finale 8: 4de met 2 overwinningen  |
| Tony Bartlett Jonathan Davis Bill Gosbee Pierre Harper Donnie McKenzie | floret team (m) | 26e       | 1ste ronde groep 1: 3de met 1 overwinning                                                                                   |
| Mark Slade                                                             | sabel (m)       | 34e       | 1ste ronde groep 3: 6de met 1 overwinning                                                                                   |
|                                                                        |                 |           | |
| Linda Ann Martin                                                       | floret (v)      | 28e       | 1ste ronde groep 2: 4de met 1 overwinning kwartfinale 3: 5de met 1 overwinning                                              |
| Fiona McIntosh                                                         | floret (v)      | 24e       | 1ste ronde groep 5: 4de met 1 overwinning kwartfinale 4: 4de met 2 overwinningen halve finale 2: 6de met 0 overwinningen    |
| Liz Thurley                                                            | floret (v)      | 17e       | 1ste ronde groep 6: 1ste met 4 overwinningen kwartfinale 4: 3de met 3 overwinningen halve finale 4: 5de met 2 overwinningen |
| Ann Brannon Linda Ann Martin Fiona McIntosh Linda Strachan Liz Thurley | floret team (m) | 11e       | 1ste ronde groep 1: 3de met 0 overwinningen                                                                                 |

### Schietsport
| Olympiër         | Discipline                 | Resultaat | Prestatie                                                                              |
| ---------------- | -------------------------- | --------- | -------------------------------------------------------------------------------------- |
| Alister Allan    | 10m luchtgeweer (m)        | DNS       | kwalificatie: niet gestart                                                             |
| Malcolm Cooper   | 10m luchtgeweer (m)        | DNS       | kwalificatie: niet gestart                                                             |
| Alister Allan    | 50m geweer 3 houdingen (m) | Zilver    | kwalificatie: 1ste met 1181 punten (399-386-396) (OR) finale: 2de met 1275,6 punten    |
| Malcolm Cooper   | 50m geweer 3 houdingen (m) | Goud      | kwalificatie: 2de met 1180 punten (400-387-393) finale: 1ste met 1279,3 punten         |
| Alister Allan    | 50m geweer liggend (m)     | 5e        | kwalificatie: 4de met 598 punten (100-100-100-100-100-98) finale: 5de met 700,9 punten |
| Malcolm Cooper   | 50m geweer liggend (m)     | 36e       | kwalificatie: 36ste met 592 punten (100-99-98-99-98-98)                                |
| Paul Leatherdale | 50m pistool (m)            | 34e       | kwalificatie: 34ste met 546 punten (91-95-94-88-89-89)                                 |
| Adrian Breton    | 25m snelvuurpistool (m)    | 24e       | kwalificatie: 24ste met 586 punten (292-294)                                           |
| Paul Leatherdale | 10m luchtpistool (m)       | 34e       | kwalificatie: 34ste met 569 punten (95-92-96-96-95-95)                                 |
|                  |                            |           |                                                                                        |
| Sarah Cooper     | 10m luchtgeweer (v)        | 33e       | kwalificatie: 33ste met 383 punten (97-97-94-95)                                       |
| Sarah Cooper     | 50m geweer 3 houdingen (v) | 36e       | kwalificatie: 36ste met 557 punten (198-168-191)                                       |
| Margaret Thomas  | 50m pistool (v)            | 11e       | kwalificatie: 11de met 582 punten (290-292)                                            |
| Margaret Thomas  | 10m luchtpistool (v)       | 34e       | kwalificatie: 34ste met 365 punten (95-90-89-91)                                       |
|                  |                            |           |                                                                                        |
| Ken Harman       | skeet                      | 27e       | kwalificatie: 27ste met 144 punten                                                     |
| Ian Peel         | trap                       | 25e       | kwalificatie: 25ste met 142 punten                                                     |

### Schoonspringen
| Olympiër       | Discipline    | Resultaat | Prestatie                          |
| -------------- | ------------- | --------- | ---------------------------------- |
| Robert Morgan  | 3m plank (m)  | 29e       | voorronde: 29ste met 457,65 punten |
| Graham Morris  | 3m plank (m)  | 26e       | voorronde: 26ste met 478,74 punten |
| Jeffrey Arbon  | 10m toren (m) | 21e       | voorronde: 21ste met 450,18 punten |
| Robert Morgan  | 10m toren (m) | 15e       | voorronde: 15de met 489,27 punten  |
|                |               |           |                                    |
| Naomi Bishop   | 3m plank (v)  | 26e       | voorronde: 26ste met 349,44 punten |
| Carolyn Roscoe | 3m plank (v)  | 18e       | voorronde: 18de met 399,87 punten  |
| Carolyn Roscoe | 10m toren (v) | 18e       | voorronde: 18de met 322,35 punten  |

### Synchroonzwemmen
| Olympiër                   | Discipline | Resultaat | Prestatie                                                           |
| -------------------------- | ---------- | --------- | ------------------------------------------------------------------- |
| Nicola Shearn              | solo       | 6e        | kwalificatie: 6de met 181,333 punten finale: 6de met 181,933 punten |
| Nicola Shearn Lian Goodwin | duet       | 7e        | kwalificatie: 7de met 177,875 punten finale: 7de met 179,075 punten |

### Tafeltennis
| Olympiër                      | Discipline     | Resultaat | Prestatie |
| ----------------------------- | -------------- | --------- | --- |
| Alan Cooke                    | enkelspel (m)  | 17e       | groep A: 3de V van CHN Jialiang: 0-3 V van HUN Klampár: 1-3 W van BEL Saive: 3-0 W van FRA Gatien: 3-1 W van USA O'Neill: 3-0 W van BRA Issamu: 3-0 W van TUN Lofti: 3-0                                                          |
| Desmond Douglas               | enkelspel (m)  | 9e        | groep F: 2de V van SWE Lindh: 0-3 W van EGY Helmy: 3-0 W van TPE Huei-Chieh: 3-1 W van PAK Saif: 3-0 W van YUG Kalinić: 3-0 W van BRA Kano: 3-1 W van DOM Fermín: 3-0 2de ronde: V van CHN Jiang: 1-3 (18-21,18-21, 24-22, 13-21) |
| Carl Prean                    | enkelspel (m)  | 25e       | groep G: 4de V van KOR Yoo: 1-3 V van POL Kucharski: 0-3 V van TCH Panský: 2-3 W van CAN Ng: 3-1 W van HKG Vong: 3-0 W van DOM Alvarez: 3-1 W van TUN Sta: 3-0                                                                    |
| Carl Prean Alan Cooke         | dubbelspel (m) | 13e       | groep A: 4de V van SWE Lindh/Persson: 0-2 V van JPN Miyazaki/Ono: 0-2 V van CHN Chen/Wei: 0-2 W van HUN Klampár/Kriston: 2-0 W van IND Ghorpade/Mehta: 2-0 W van HKG Man/Ming: 2-0 W van TUN Beltaief/Sta: 2-1                    |
| Desmond Douglas Skylet Andrew | dubbelspel (m) | 9e        | groep B: 3de W van SWE Appelgren/Waldner: 2-0 V van KOR Kim/Kim: 0-2 W van DOM Alvarez/Fermin: 2-0 W van TPE Chih/Chih: 2-1 V van AUT Yi/Baer: 1-2 W van FRG Boehm/Rebel: 2-1 W van NZL Briffiths/Jackson: 2-0                    |

### Tennis
| Olympiër                   | Discipline     | Resultaat | Prestatie                                                                                               |
| -------------------------- | -------------- | --------- | --- |
| Jeremy Bates               | enkelspel (m)  | 17e       | 1ste ronde: W van ISR Bloom: 4-6, 6-4, 3-6, 6-2, 9-7 2de ronde: V van TCH Mečíř: 3-6, 6-4, 1-6, 4-6     |
| Andrew Castle              | enkelspel (m)  | 17e       | 1ste ronde: W van IRL N'Goran: 6-7(9), 3-6, 6-2, 7-6(3), 7-5 2de ronde: V van SWE Järryd: 0-6, 3-6, 1-6 |
| Jeremy Bates Andrew Castle | dubbelspel (m) | 17e       | 1ste ronde: V van YUG Ivanišević/Živojinović: 5-7, 6-2, 3-6, 6-7(4)                                     |
|                            |                |           | |
| Sara Gomer                 | enkelspel (v)  | 17e       | 1ste ronde: W van NZL Cordwell: 4-6, 7-5, 6-2 2de ronde: V van URS Neiland: 7-6(3), 6-7(3), 7-9         |
| Clare Wood                 | enkelspel (v)  | 33e       | 1ste ronde: V van AUS Turnbull: 1-6, 3-6                                                                |
| Sara Gomer Clare Wood      | dubbelspel (v) | 9e        | 1ste ronde: V van FRA Demongeot/Tauziat: 2-6, 6-4, 1-6                                                  |

### Wielersport
| Olympiër                                                | Discipline                    | Resultaat | Prestatie |
| Baan                                                    | Baan                          | Baan      | Baan |
| ------------------------------------------------------- | ----------------------------- | --------- | --- |
| Eddie Alexander                                         | sprint (m)                    | 4e        | kwalificatie: 8ste in 10,93 1ste ronde serie 8: 1ste in 11,40 2de ronde serie 1: 2de 2de ronde herkansingen: W van ITA Faccini: 11,32 kwartfinale: W van BEL Schoefs: 2-1 halve finale: V van URS Kovsj: 0-2 bronzen finale: V van AUS Neiwand: 0-2 |
| Colin Sturgess                                          | individuele achtervolging (m) | 4e        | kwalificatie: 3de in 4.35,42 1ste ronde: W van USA Brinton: 4.37,17 kwartfinale: W van NZL Anderson: 4.39,39 halve finale: V van URS Oemaras: 4.46,25 bronzen finale: V van GDR Dittert: 4.34,90                                                    |
| Chris Boardman Robert Coull Simon Lillistone Glen Sword | ploegenachtervolging (m)      | 13e       | kwalificatie: 13de in 4.25,87 |
|                                                         |                               |           | |
| Louise Jones                                            | sprint (v)                    | 7e        | kwalificatie: 6de in 12,287 1ste ronde serie 8: 3de 1ste ronde herkansingen: W van JPN Hashimoto: 12,36 kwartfinale: V van URS Salumaë: 0-2 5-8ste plek: 3de                                                                                        |
| Weg                                                     |                               |           | |
| Paul Curran                                             | wegwedstrijd (m)              | 36e       | 4:32.56 |
| Mark Gornall                                            | wegwedstrijd (m)              | 62e       | 4:32.56 |
| Neil Hoban                                              | wegwedstrijd (m)              | 18e       | 4:32.56 |
| Phil Bateman Harry Lodge Ben Luckwell David Spencer     | ploegentijdrit (m)            | 20e       | 2:08.07,8 |
|                                                         |                               |           | |
| Maria Blower                                            | wegwedstrijd (v)              | 6e        | 2:00.52 |
| Lisa Brambani                                           | wegwedstrijd (v)              | 11e       | 2:00.52 |
| Sally Hodge                                             | wegwedstrijd (v)              | 9e        | 2:00.52 |

### Worstelen
| Olympiër           | Discipline  | Resultaat   | Prestatie                                                                                               |
| Vrije stijl        | Vrije stijl | Vrije stijl | Vrije stijl                                                                                             |
| ------------------ | ----------- | ----------- | --- |
| Anthony Morris     | -52kg (m)   | 29e         | groep B: 15de                                                                                           |
| David Ogden        | -57kg (m)   | 23e         | groep A: 12de V van JPN Kanehama: 0-4 V van FRG Scheibe: 1-3                                            |
| Ravinder Singh Tut | -62kg (m)   | 23e         | groep B: 12de V van URS Sarkisjan: 0-4 V van GDR Polky: 0-4                                             |
| Fitzlloyd Walker   | -74kg (m)   | 21e         | groep B: 11de V van USA Monday: 0-3,5 V van YUG Sjedi: 0-3                                              |
| Martin Doyle       | -82kg (m)   | 19e         | groep B: 10de V van NGR Kodei: 1-3 V van SYR Zayar: 1-3                                                 |
| Graeme English     | -90kg (m)   | 11e         | groep A: 6de W van SEN Guèye: 4-0 W van MTN Adama: 4-0 V van HUN Toth: 0-3 V van USA Scherr: 0-4        |
| Noel Loban         | -90kg (m)   | 7e          | groep B: 4de W van HUN Robotka: 3-0 W van POL Wala: 3-1 V van USA Scherr: 1-3 V van BUL Karaduchev: 1-3 |

### Zeilen
| Olympiër                                  | Discipline      | Resultaat | Prestatie                           |
| ----------------------------------------- | --------------- | --------- | ----------------------------------- |
| Simon Goody                               | division II (m) | 14e       | 106,0 punten: (11-15-7-21-15-14-8)  |
| Stuart Childerley                         | finn (m)        | 4e        | 50,7 punten: (4-14-5-2-2-9-6)       |
| Jason Belben Andrew Hemmings              | 470 (m)         | 15e       | 124,0 punten: (16-14-13-20-8-19-18) |
|                                           |                 |           |                                     |
| Debra Jarvis Susan Hay                    | 470 (v)         | 15e       | 107,4 punten: (DSQ-9-15-6-6-14-DNF) |
|                                           |                 |           |                                     |
| Roger Yeoman Neal Mcdonald                | flying dutchman | 6e        | 72,7 punten: (12-11-21-6-7-2-5)     |
| Robert White Jeremy Newman                | tornado klasse  | 8e        | 70,1 punten: (12-7-5-6-DNF-6-3)     |
| Mike McIntyre Bryn Vaile                  | star klasse     | Goud      | 45,7 punten: (6-1-4-7-13-7-1)       |
| Lawrie Smith Edward Leask Jeremy Richards | soling klasse   | 4e        | 67,1 punten: (6-8-6-3-5-8-DNF)      |

### Zwemmen
| Olympiër                                                 | Discipline            | Resultaat | Prestatie                                                  |
| -------------------------------------------------------- | --------------------- | --------- | ---------------------------------------------------------- |
| Mike Fibbens                                             | 50m vrije slag (m)    | 25e       | serie 6: 3de in 23,67                                      |
| Mark Foster                                              | 50m vrije slag (m)    | 22e       | serie 7: 6de in 23,51                                      |
| Andy Jameson                                             | 100m vrije slag (m)   | 21e       | serie 10: 6de in 51,18                                     |
| Roland Lee                                               | 100m vrije slag (m)   | 22e       | serie 8: 7de in 51,20                                      |
| Michael Green                                            | 200m vrije slag (m)   | 16e       | serie 6: 7de in 1.51,22 finale B: 8ste in 1.51,99          |
| Paul Howe                                                | 200m vrije slag (m)   | 27e       | serie 5: 2de in 1.53,03                                    |
| Kevin Boyd                                               | 400m vrije slag (m)   | 16e       | serie 6: 1ste in 3.50,01 finale: 7de in 3.50,16            |
| Tony Day                                                 | 400m vrije slag (m)   | 24e       | serie 4: 4de in 3.57,91                                    |
| Kevin Boyd                                               | 1500m vrije slag (m)  | 16e       | serie 3: 2de in 15.17,56 finale: 7de in 15.21,16           |
| Tony Day                                                 | 1500m vrije slag (m)  | 24e       | serie 5: 7de in 15.38,75                                   |
| Neil Cochran                                             | 100m rugslag (m)      | 25e       | serie 3: 2de in 58,25                                      |
| Neil Harper                                              | 100m rugslag (m)      | 22e       | serie 4: 2de in 58,02                                      |
| Gary Binfield                                            | 200m rugslag (m)      | 16e       | serie 3: 1ste in 2.03,79 finale B: 8ste in 2.04,90         |
| John Davey                                               | 200m rugslag (m)      | 22e       | serie 3: 3de in 2.04,70                                    |
| Adrian Moorhouse                                         | 100m schoolslag (m)   | Goud      | serie 8: 1ste in 1.02,19 (NR) finale: 1ste in 1.02,04 (NR) |
| James Parrack                                            | 100m schoolslag (m)   | 17e       | serie 6: 6de in 1.04,23                                    |
| Nick Gillingham                                          | 200m schoolslag (m)   | Zilver    | serie 6: 1ste in 2.14,58 finale: 2de in 2.14,12            |
| Adrian Moorhouse                                         | 200m schoolslag (m)   | 17e       | serie :7 6de in 2.18,51                                    |
| Neil Cochran                                             | 100m vlinderslag (m)  | 16e       | serie 6: 4de in 54,75 finale B: 8ste in 55,22              |
| Andy Jameson                                             | 100m vlinderslag (m)  | Brons     | serie 5: 1ste in 53,34 finale: 3de in 53,30                |
| Nick Hodgson                                             | 200m vlinderslag (m)  | 12e       | serie 3: 1ste in 2.01,44 finale B: 4de in 2.01,09          |
| Tim Jones                                                | 200m vlinderslag (m)  | 10e       | serie 4: 5de in 2.01,01 finale B: 2de in 2.00,32           |
| Neil Cochran                                             | 200m wisselslag (m)   | 11e       | serie 7: 6de in 2.05,56 finale B: 3de in 2.05,44           |
| John Davey                                               | 200m wisselslag (m)   | 10e       | serie 6: 6de in 2.05,55 finale B: 2de in 2.04,17           |
| Paul Brew                                                | 400m wisselslag (m)   | 15e       | serie 4: 4de in 4.27,22 finale B: 7de in 4.26,77           |
| John Davey                                               | 400m wisselslag (m)   | DSQ       | serie 4: gediskwalificeerd                                 |
| Andy Jameson Mark Foster Mike Fibbens Roland Lee         | 4x100m vrije slag (m) | 7e        | serie 2: 3de in 3.23,71 finale: 7de in 3.21,71 (NR)        |
| Kevin Boyd Paul Howe Jonathan Broughton Roland Lee       | 4x200m vrije slag (m) | 9e        | serie 1: 5de in 7.29,77                                    |
| Gary Binfield Adrian Moorhouse Andy Jameson Roland Lee   | 4x100m wisselslag (m) | DSQ       | serie 3: 1ste in 3.44,44 finale: gediskwalificeerd         |
|                                                          |                       |           |                                                            |
| Annabelle Cripps                                         | 50m vrije slag (v)    | 27e       | serie 4: 4de in 27,17                                      |
| Alison Sheppard                                          | 50m vrije slag (v)    | 25e       | serie 7: 8ste in 27,14                                     |
| Annabelle Cripps                                         | 100m vrije slag (v)   | 25e       | serie 5: 3de in 57,18                                      |
| June Croft                                               | 100m vrije slag (v)   | 28e       | serie 5: 5de in 58,19                                      |
| June Croft                                               | 200m vrije slag (v)   | 21e       | serie 6: 7de in 2.03,63                                    |
| Ruth Gilfillan                                           | 200m vrije slag (v)   | 10e       | serie 4: 4de in 2.02,11 finale B: 2de in 2.01,66           |
| June Croft                                               | 400m vrije slag (v)   | 27e       | serie 2: 7de in 4.21,98                                    |
| Ruth Gilfillan                                           | 400m vrije slag (v)   | 18e       | serie 4: 7de in 4.16,66                                    |
| Tracey Atkin                                             | 800m vrije slag (v)   | 25e       | serie 1: 2de in 9.00,04                                    |
| Karen Mellor                                             | 800m vrije slag (v)   | 16e       | serie 3: 5de in 8.44,64                                    |
| Sharon Page                                              | 100m rugslag (v)      | 18e       | serie 5: 8ste in 1.04,75                                   |
| Katherine Read                                           | 100m rugslag (v)      | 16e       | serie 6: 5de in 1.04,62 finale B: 8ste in 1.04,27          |
| Katherine Read                                           | 200m rugslag (v)      | 12e       | serie 4: 5de in 2.17,22 finale B: 4de in 2.18,20           |
| Helen Slatter                                            | 200m rugslag (v)      | 22e       | serie 4: 7de in 2.21,66                                    |
| Suki Brownsdon                                           | 100m schoolslag (v)   | 16e       | serie 4: 4de in 1.11,66 finale B: 8ste in 1.11,88          |
| Margaret Hohmann                                         | 100m schoolslag (v)   | 20e       | serie 5: 8ste in 1.12,67                                   |
| Suki Brownsdon                                           | 200m schoolslag (v)   | 20e       | serie 3: 2de in 2.36,14                                    |
| Helen Frank                                              | 200m schoolslag (v)   | 33e       | serie 2: 3de in 2.41,12                                    |
| Annabelle Cripps                                         | 100m vlinderslag (v)  | 21e       | serie 3: 6de in 1.03,34                                    |
| Caroline Foot                                            | 100m vlinderslag (v)  | 18e       | serie 4: 6de in 1.02,76                                    |
| Helen Bewley                                             | 200m vlinderslag (v)  | 15e       | serie 3: 5de in 2.17,10 finale B: 7de in 2.17,11           |
| Lynne Wilson                                             | 200m vlinderslag (v)  | 16e       | serie 4: 7de in 2.17,28 finale B: 8ste in 2.18,66          |
| Jean Hill                                                | 200m wisselslag (v)   | 11e       | serie 5: 4de in 2.17,57 finale B: 3de in 2.19,20           |
| Zara Long                                                | 200m wisselslag (v)   | 23e       | serie 3: 6de in 2.22,64                                    |
| Tracey Atkin                                             | 400m wisselslag (v)   | 24e       | serie 2: 8ste in 5.01,34                                   |
| Suki Brownsdon                                           | 400m wisselslag (v)   | 18e       | serie 4: 5de in 4.54,66                                    |
| Annabelle Cripps June Croft Linda Donnelly Joanna Coull  | 4x100m vrije slag (v) | 10e       | serie 1: 5de in 3.50,84                                    |
| Katherine Read Suki Brownsdon Caroline Foot Joanna Coull | 4x100m wisselslag (v) | 9e        | serie 3: 4de in 4.16,18                                    |

Afghanistan · Algerije · Amerikaanse Maagdeneilanden · Amerikaans-Samoa · Andorra · Angola · Antigua en Barbuda · Argentinië · Aruba · Australië · Bahama’s · Bahrein · Bangladesh · Barbados · België · Belize · Benin · Bermuda · Bhutan · Birma · Bolivia · Bondsrepubliek Duitsland · Botswana · Brazilië · Britse Maagdeneilanden · Brunei · Bulgarije · Burkina Faso · Canada · Centraal-Afrikaanse Republiek · Chili · China · Chinees Taipei · Colombia · Congo-Brazzaville · Cookeilanden · Costa Rica · Cyprus · Denemarken · Djibouti · Dominicaanse Republiek · Duitse Democratische Republiek · Ecuador · Egypte · El Salvador · Equatoriaal-Guinea · Fiji · Filipijnen · Finland · Frankrijk · Gabon · Gambia · Ghana · Grenada · Griekenland · Groot-Brittannië · Guam · Guatemala · Guinee · Guyana · Haïti · Honduras · Hongarije · Hongkong · Ierland · IJsland · India · Indonesië · Irak · Iran · Israël · Italië · Ivoorkust · Jamaica · Japan · Joegoslavië · Jordanië · Kaaimaneilanden · Kameroen · Kenia · Koeweit · Laos · Lesotho · Libanon · Liberia · Libië · Liechtenstein · Luxemburg · Malawi · Malediven · Maleisië · Mali · Malta · Marokko · Mauritanië · Mauritius · Mexico · Monaco · Mongolië · Mozambique · Nederland · Nederlandse Antillen · Nepal · Nieuw-Zeeland · Niger · Nigeria · Noord-Jemen · Noorwegen · Oeganda · Oman · Oostenrijk · Pakistan · Panama · Papoea-Nieuw-Guinea · Paraguay · Peru · Polen · Portugal · Puerto Rico · Qatar · Roemenië · Rwanda · Saint Vincent en de Grenadines · Salomonseilanden · Samoa · San Marino · Saoedi-Arabië · Senegal · Sierra Leone · Singapore · Soedan · Somalië · Sovjet-Unie · Spanje · Sri Lanka · Suriname · Swaziland · Syrië · Tanzania · Thailand · Togo · Tonga · Trinidad en Tobago · Tsjaad · Tsjecho-Slowakije · Tunesië · Turkije · Uruguay · Vanuatu · Venezuela · Verenigde Arabische Emiraten · Verenigde Staten · Vietnam · Zaïre · Zambia · Zimbabwe · Zuid-Jemen · Zuid-Korea · Zweden · Zwitserland